# Black Eyed Peas
Black Eyed Peas (poznati i kao BEP) američki je hip hop sastav iz Los Angelesa. Sastav su 1995. godine osnovali will.i.am i apl.de.ap, a ubrzo im se pridružuju Kim Hill i Taboo. Godine 2000. Kim Hill napušta sastav te se počinje baviti režiranjem spotova. Nju 2003. godine zamjenjuje Fergie. Iste godine izdaju svoj prvi uspješni album Elephunk. Prije osnutka sastava Black Eyed Peas, will.i.am i apl.de.ap bili su članovi sastava Atban Klann Godine 2009. postavili su rekord na američkoj ljestvici singlova gdje su se sa svoja dva hit singla "Boom Boom Pow" i "I Gotta Feeling" na broju jedan zadržali 26 tjedna zaredom (6 mjeseci).

## Povijest sastava

### Behind the FrontiBridging the Gap(1998. – 2002.)
Tri godine od osnutka sastava, 1998. godine potpisuju ugovor za diskografsku kuću Interscope Records. Iste godine objavljuju svoj debitantski album Behind the Front i postaju pravi koncertni sastav. Najpoznatiji singl s albuma bio je "Joints & Jam" koji se našao na soundtracku filma Bulworth. Njihov drugi studijski album Bridging the Gap objavljen je 2000. godine. Najpoznatiji singl s albuma bio je "Request Line". U doba snimanja albuma sastav napušta Kim Hill, ali se pojavljuje na skladbi "Hot".

### Elephunk(2003. – 2004.)
Godine 2003. sastavu se pridružuje Fergie. Sastavu se trebala pridružiti Nicole Scherzinger (glavna pjevačica sastava Pussycat Dolls). Međutim, u to je vrijeme Nicole bila članica sastava Eden's Crush i ugovor joj je zabranjivao da napusti sastav i pridruži se Black Eyed Peasima. Kasnije je Nicole sastavu predstavila Fergie. Američki časopis Rolling Stone opisao je Fergie kao plavušu koja izvodi glupe pjesme. Najavni singl za album Elephunk bio je "Where is the Love?" na kojem gostuje pjevač Justin Timberlake. Singl je postao njihov prvi uspješni singl zauzevši prvu poziciju na top ljestvicama singlova u 15-ak zemalja. U Ujedinjenom Kraljevstvu singl je proglašen singlom godine, a u Australiji je na prvoj poziciji tamošnje ljestvice singlova proveo 6 uzastopnih tjedana. U intervjuu za TalkofFame.com Taboo je izjavio da je Justin Timberlake prekinuo s Britney Spears pod utjecajem pjesme "Where Is the Love?". Drugi singl s albuma "Shut Up" također je postigao veliki uspjeh. will.i.am je za pjesmu trebao ženski vokal pa je se sastavu pridružila Fergie koja se pojavljuje na većini albuma te postaje stalna članica sastava. Treći singl s albuma "Hey Mama" nije postigao tako veliki uspjeh kao njihova prethodna dva singla. Dio pjesme je korišten za njihov hit iz 2006. godine "Mas Que Nada". Četvrti i posljednji singl s albuma bio je "Let's Get It Started". Pravi naziv pjesme je "Let's Get Retarded", a korištena je za reklamu za NBA finale 2004. Godine 2005. krenuli su na turneju Elephunk Tour kojom su posjetili mnoge države svijeta.

### Monkey Business(2005. – 2007.)
Završetkom turneje Elephunk Tour, Black Eyed Peasi obavljaju svoj četvrti studijski album Monkey Business 7. lipnja 2005. Prvi singl s albuma, "Don't Phunk with My Heart", se pokazao velikim hitom, zauzevši treće mjesto u SAD-u gdje je postao njihov najuspješniji singl, dok ga 2009. nije pretekao "Boom Boom Pow" koji je dospio na vrh ljestvice. S pjesmom "Don't Phunk with My Heart" osvojili su Grammy nagradu u kategoriji najbolja pjesma dua ili sastava s vokalom. "Don't Lie", drugi singl s albuma, također je zabilježio veliki uspjeh. U SAD-u je singl dospio u top 20, a u većini ostalih država u top 10. Iako je pjesma bila uspješna, mnogi glazbeni kritičari opisali su je jadnom. Primjerice John Bush iz Allmusica za pjesmu je rekao da je to jedna od najjadnijih rap pjesama tisućljeća.
Treći, i posljednji komercionalno uspješan singl bio je "Pump It". Tijekom rujna 2005. iTunes objavljuje iTunes Originals, kolekciju njihovih najvećih hitova na kojoj su se našle i neke nove verzije starijih pjesama. 27. studenog iste godine nastupili su u poluvremenu 93. kanadskog Gray Kupa održanog u Vancouveru. Krajem 2005. godine krenuli su na europsku turneju kojom su postjetili većinu Europski gradova. Turneja je započela u Tel Avivu u Izraelu. Tijekom japanskog dijela turneje Fergie je, pored pjesama koju su izvodili zajedno, izvela nekoliko pjesama sa svojeg debitantskog albuma The Dutchess. Godine 2006. pridružili su se sastavu Pussycat Dolls na njihovoj tadašnjoj turneji. Sljedeće godine nastupili su u sklopu turneje Black Blue & You World Tour u preko dvadesetak država.

### The E.N.D. (The Energy Never Dies)iThe Beginning(2008. – 2011.)
Njihov peti studijski album The E.N.D. (punog naziva The Energy Never Dies) objavljen je 9. lipnja 2009. Album se pokazao veoma uspješnim. Na američkoj ljestvici albuma debitirao je na prvom mjestu. U ostalim državam album je također zabilježio veliki uspjeh. Najavni singl za album bio je "Boom Boom Pow". Singl se pokazao velikom uspješnicom zauzevši prvo mjesto na američkoj ljestvici singlova i zadržavši se na broju 1 12 tjedana. "Boom Boom Pow" je njihov prvi američki broj jedan singl. Pjesma je dospjela u top 10 u 20-ak država svijeta. Uskoro su s albuma objavljena tri promotivna singla. Prvi, ujedno i najuspješniji, "Imma Be", dospio je na broj 50 u Americi. Druga dva singla su "Alive" te "Meet Me Halfway". "I Gotta Feeling", drugi singl s albuma, također je zabilježio veliki uspjeh na ljestvicama singlova diljem svijeta. Singl je na broj jedan dospio u 10-ak zemalja, a još u 10-ak je dospio u top 20. U SAD-u je na vrhu tamošnje ljestvice singlova naslijedio njihov prethodni singl "Boom Boom Pow", te se zadržao 14 tjedana. Sveukupno su se te dvije pjesme na vrhu američke ljestvice singlova zadržale 26 tjedna zaredom, što je rekord. U Hrvatskoj je singl dospio na drugo mjesto hrvatske ljestvice singlova te je postao jedan od njihovih najuspješnijih. Producent pjesme je David Guetta, a pjesma se našla na međunarodnom izdanju njegovog albuma One Love. Tijekom rujna te godine krenuli su na turneju The E.N.D. World Tour koja je završila 2010. godine. Treći singl s albuma, "Meet Me Halfway", objavljen je krajem rujna 2009., a premijera spota bila je sredinom listopada. Sva tri singla s albuma The E.N.D. ("Boom Boom Pow", "I Gotta Feeling" i "Meet Me Halfway") dospjeli su na broj jedan na top listama u Australiji i Ujedinjenom Kraljevstvu. Iako je will.i.am za četvrti singl s albuma najavio pjesmu "Missing You", kao četvrti singl u SAD-u objavljena je pjesma "Imma Be", jedan od promotivnih singlova za album, a kao četvrti singl u ostatku svijeta izabrana je pjesma "Rock That Body". Prema američkom časopisu Billboard, singl "Boom Boom Pow" je najuspješniji singl godine u SAD-u. Sredinom veljače 2010. godine, Black Eyed Peasi su najavili da rade na novom albumu. apl.de.ap je izjavio da će album biti nastavak The E.N.D.-a, a singl bi mogao biti objavljen bilo kada. Objavljen je 5. studenoga 2010. godine. Singl pod imenom "The Time (Dirty Bit)", s obradom refrena iz pjesme "(I've Had) The Time of My Life", dospio je na 4. mjesto američke ljestvice Billboard Hot 100 i jedno od prvih 5 mjesta na ljestvicama u većini europskih zemalja. Album The Beginning objavljen je 26. studenoga 2010. godine. Primio većinom negativne komentare glazbenih kritičara i dospijevao uglavnom na neka od prvih 20 mjesta na ljestvicama. Drugi singl s albuma, "Just Can't Get Enough", objavljen je 18. veljače 2011. godine. Taj singl odabrali su obožavatelji sastava na anketi na njihovoj službenoj web stranici.

## Drugi odmor (2011. – 2012.)
Nakon završetka njihove turneje The Beginning Tour, u studenom 2011., grupa odlazi na drugi po redu odmor u njihovoj karijeri da bi se članovi mogli usredotočiti na solo karijere. Frontmen, will.i.am, početkom 2013. izdaje svoj četvrti studijski album Will Power. Fergie je 29. kolovoza 2013. rodila prvo dijete, sina po imenu Axl Jack Duhamel, te je počela snimati svoj drugi studijski album. Apl.de.ap je izdao nekoliko singlova kao npr. We Can Be Anything. Taboo zasad nije ništa izdao.

## Povratak na scenu (2013. – danas)
Početkom 2013. godine, will.i.am je u intervjuu s NJR-em rekao kako će brzo objaviti svoj novi album. Također je i rekao da će The Black Eyed Peasi početi snimati nove pjesme za njihov nadolazeći sedmi studijski album. Godinu dana kasnije, na internetu su objavljeni podaci o povratku grupe na scenu, te da će Black Eyed Peasi 2015. izdati novi album i poći na povratničku turneju.

## Popis članova
- will.i.am
- apl.de.ap
- Taboo
- Fergie

## Diskografija
- Behind the Front (1998.)
- Bridging the Gap (2000.)
- Elephunk (2003.)
- Monkey Business (2005.)
- The E.N.D. (2009.)
- The Beginning (2010.)

### DVD-ovi
- 2004.: Behind the Bridge to Elephunk
- 2004.: Bring in the Noise/Bring in the Phunk
- 2006.: Live at Sydney to Vegas
- 2011.: The Black Eyed Peas Experience.: Live

### Turneje
- 2004.: Elephunk Tour
- 2005.: Monkey Business Tour
- 2005.: Honda Civic Tour
- 2007.: Black Blue & You Tour
- 2009.: The E.N.D. World Tour
- 2011.: The Beginning Massive Stadium Tour

### Ostalo
- 2005.: iTunes Originals
- 2005.: Maximum Black Eyed Peas
- 2006.: Renegotiations.: The Remixes
- 2010.: Monkey Business/Elephunk/Bridging the Gap
- 2011.: The Beginning & The Best of the E.N.D.
- 2011.: The E.N.D./Monkey Business/Elephunk
- 2012.: The Platinum Collection (4 CDS)

### Singlovi
- 1998.: Fallin' Up
- 1998.: Que Dices
- 1998.: What It Is
- 1998.: Joints & Jam
- 1998.: Karma
- 1998.: Head Bobs
- 2000.: BEP Empire
- 2000.: Get Original
- 2000.: Weekends
- 2001.: Request + Line

### Singlovi s Fergie
- 2003.: Shut Up
- 2003.: The Apl Song
- 2003.: Where is the Love
- 2004.: Hey Mama
- 2004.: Let's Get it Started
- 2005.: Don't Phunk with My Heart
- 2005.: Gone Going
- 2005.: Don't Lie
- 2005.: Dum Diddly
- 2005.: My Humps
- 2006.: Pump It
- 2006.: Mas Que Nada
- 2009.: Boom Boom Pow
- 2009.: Invasion of Boom Boom Pow Megamix E.P.
- 2009.: I Gotta Feeling
- 2009.: Invasion of I Gotta Feelin
- 2009.: Missing You
- 2009.: Alive
- 2009.: Meet Me Halfway
- 2009.: Invasion of Meet Me Halfway
- 2010.: Rock That Body
- 2010.: Imma Be Rocking That Body Megamix E.P.
- 2010.: Imma Be
- 2010.: Light Up the Night
- 2010.: Love You Long Time
- 2010.: XOXOXO
- 2010.: Whenever
- 2010.: Do it Like This
- 2010.: Fashion Beats
- 2011.: The Time
- 2011.: Don't Stop the Party
- 2011.: Phenomenon

## Vanjske poveznice
- Službena web stranica